# (200) Dinámene
(200) Dinámene es un asteroide que forma parte del cinturón de asteroides y fue descubierto por Christian Heinrich Friedrich Peters desde el observatorio Litchfield de Clinton, Estados Unidos, el 27 de julio de 1879.
Está nombrado por Dinámene, una de las Nereidas de la mitología griega, cuyas primeras letras recuerdan a las primeras de la palabra griega para doscientos, número del asteroide.

## Características orbitales
Dinámene orbita a una distancia media de 2,738 ua del Sol, pudiendo acercarse hasta 2,372 ua. Su inclinación orbital es 6,896° y la excentricidad 0,1336. Emplea 1655 días en completar una órbita alrededor del Sol.